# Gislaveds landsfiskalsdistrikt
Gislaveds landsfiskalsdistrikt var 1918–1964 ett landsfiskalsdistrikt i Jönköpings län, bildat när Sveriges indelning i landsfiskalsdistrikt trädde i kraft den 1 januari 1918, enligt beslut den 7 september 1917. Den 1 januari 1965 avskaffades i Sverige samtliga landsfiskaler och landsfiskalsdistrikt, och deras arbetsuppgifter delades upp på de nyskapade indelningarna polisdistrikt, åklagardistrikt och kronofogdedistrikt.
Landsfiskalsdistriktet låg under länsstyrelsen i Jönköpings län.

## Ingående områden
När Sveriges nya indelning i landsfiskalsdistrikt trädde i kraft den 1 oktober 1941 (enligt kungörelsen den 28 juni 1941) tillfördes Gnosjö landskommun från Reftele landsfiskalsdistrikt. 1 januari 1949 ombildades Båraryds landskommun till Gislaveds köping. När Sveriges nya indelning i landsfiskalsdistrikt trädde i kraft den 1 januari 1952 (enligt kungörelsen 1 juni 1951) ändrades distriktets omfattning. Den 1 januari 1953 ombildades Anderstorps landskommun till Anderstorps köping, som dock fortsatt skulle tillhöra distriktet utan ändring.

### Från 1918
Västbo härad:
- Anderstorps landskommun
- Bosebo landskommun
- Burseryds landskommun
- Båraryds landskommun
- Sandviks landskommun
- Villstads landskommun
- Våthults landskommun

### Från 1 oktober 1941
Västbo härad:
- Anderstorps landskommun
- Bosebo landskommun
- Burseryds landskommun
- Båraryds landskommun
- Gnosjö landskommun
- Sandviks landskommun
- Villstads landskommun
- Våthults landskommun

### Från 1949
Västbo härad:
- Anderstorps landskommun
- Bosebo landskommun
- Burseryds landskommun
- Gislaveds köping
- Gnosjö landskommun
- Sandviks landskommun
- Villstads landskommun
- Våthults landskommun

### Från 1 januari 1952
- Anderstorps landskommun
- Gislaveds köping
- Gnosjö landskommun

### Från 1 januari 1953
- Anderstorps köping
- Gislaveds köping
- Gnosjö landskommun